# El marino español
El marino español (conocida también con los títulos de Boy y Grand Gosse) es una coproducción hispano-francesa muda de drama, estrenada en 1926, escrita y dirigida por Benito Perojo y protagonizada en el papel principal por Juan de Orduña.
Está basada en la novela titulada Boy, escrita por Luis Coloma.

## Sinopsis
Después de una larga misión en el mar, los militares Manuel de Astures y el vizconde de Brazza, apodado Boy, vuelven a España. Este último es sorprendido cuando encuentra a su padre con una mujer, que odia instantáneamente. Poco tiempo después, cuando se enamora de la condesa, su vida se arruina debido al alto nivel de vida de ella.

## Reparto
- Juan de Orduña ... El vizconde de Brazza (Boy)
- Manuel San Germán	...	Manuel de Astures
- Suzy Vernon ... La hermana de Manuel
- Joaquín Carrasco ... Célestin
- Marguerite de Morlaye
- Maurice Schutz ...	El pájaro verde
- Raymond Guérin-Catelain ... El marqués de Belunda
- Mademoiselle Roseraie	...	La condesa de Astures
- Renée van Delly ... La duquesa de Yecla
- Pierrette Houyez	...	La hija de Bermudes
- Georges Deneubourg
- Roland de Baëre
- Joe Alex
- Gilbert Dacheux ... Boni
- Miguel Sánchez ... Bermudes